# Esqui alpino nos Jogos Olímpicos de Inverno de 2022 - Combinado masculino
O combinado masculino nos Jogos Olímpicos de Inverno de 2022 foi disputado em 10 de fevereiro no Ice Rock e no Ice River, ambos localizados em Yanqing, Pequim.

## Medalhistas
| Ouro   | AUT Johannes Strolz         |
| Prata  | NOR Aleksander Aamodt Kilde |
| Bronze | CAN James Crawford          |

## Resultados
A prova de downhill começou às 10:30.
| Pos.              | Bib | Atleta                  | País                | Downhill | Pos. | Slalom  | Pos. | Total   | Diferença |
| ----------------- | --- | ----------------------- | ------------------- | -------- | ---- | ------- | ---- | ------- | --------- |
| Medalha de ouro   | 6   | Johannes Strolz         | AUT Áustria         | 1:43.87  | 4    | 47.56   | 1    | 2:31.43 | —         |
| Medalha de prata  | 10  | Aleksander Aamodt Kilde | NOR Noruega         | 1:43.12  | 1    | 48.90   | 6    | 2:32.02 | +0.59     |
| Medalha de bronze | 11  | James Crawford          | CAN Canadá          | 1:43.14  | 2    | 48.97   | 7    | 2:32.11 | +0.68     |
| 4                 | 9   | Justin Murisier         | SUI Suíça           | 1:44.14  | 6    | 48.15   | 3    | 2:32.29 | +0.86     |
| 5                 | 5   | Marco Schwarz           | AUT Áustria         | 1:44.07  | 5    | 48.64   | 4    | 2:32.71 | +1.28     |
| 6                 | 1   | Barnabás Szőllős        | ISR Israel          | 1:45.04  | 11   | 48.14   | 2    | 2:33.18 | +1.75     |
| 7                 | 18  | Raphael Haaser          | AUT Áustria         | 1:44.63  | 10   | 48.64   | 4    | 2:33.27 | +1.84     |
| 8                 | 7   | Broderick Thompson      | CAN Canadá          | 1:44.39  | 8    | 49.81   | 8    | 2:34.20 | +2.77     |
| 9                 | 21  | Brodie Seger            | CAN Canadá          | 1:43.54  | 3    | 51.49   | 10   | 2:35.03 | +3.60     |
| 10                | 12  | Christof Innerhofer     | ITA Itália          | 1:44.19  | 7    | 51.61   | 11   | 2:35.80 | +4.37     |
| 11                | 14  | Marco Pfiffner          | LIE Liechtenstein   | 1:45.11  | 13   | 51.29   | 9    | 2:36.40 | +4.97     |
| 12                | 4   | Jack Gower              | IRL Irlanda         | 1:45.16  | 14   | 52.58   | 12   | 2:37.74 | +6.31     |
| 13                | 27  | Arnaud Alessandria      | MON Mônaco          | 1:45.79  | 15   | 58.41   | 16   | 2:44.20 | +12.77    |
| 14                | 22  | Ivan Kovbasnyuk         | UKR Ucrânia         | 1:49.13  | 21   | 55.30   | 14   | 2:44.43 | +13.00    |
| 15                | 25  | Albin Tahiri            | KOS Kosovo          | 1:52.44  | 22   | 55.85   | 15   | 2:48.29 | +16.86    |
| 16                | 23  | Zhang Yangming          | CHN China           | 1:55.25  | 23   | 54.47   | 13   | 2:49.72 | +18.29    |
| 17                | 26  | Xu Mingfu               | CHN China           | 1:55.32  | 24   | 1:05.08 | 17   | 3:00.40 | +28.97    |
| 27                | 3   | Jan Zabystřan           | CZE República Checa | 1:44.54  | 9    | DNF     | —    | —       | —         |
| 27                | 13  | Alexis Pinturault       | FRA França          | 1:45.04  | 11   | DNF     | —    | —       | —         |
| 27                | 17  | Simon Jocher            | GER Alemanha        | 1:45.80  | 16   | DNF     | —    | —       | —         |
| 27                | 15  | Loïc Meillard           | SUI Suíça           | 1:45.91  | 17   | DNF     | —    | —       | —         |
| 27                | 24  | Henrik Von Appen        | CHI Chile           | 1:46.51  | 18   | DNF     | —    | —       | —         |
| 27                | 19  | Trevor Philp            | CAN Canadá          | 1:46.84  | 19   | DNF     | —    | —       | —         |
| 27                | 16  | Luca Aerni              | SUI Suíça           | 1:47.03  | 20   | DNF     | —    | —       | —         |
| 27                | 2   | Miha Hrobat             | SLO Eslovênia       | DNF      | —    | —       | —    | —       | —         |
| 27                | 8   | Nejc Naraločnik         | SLO Eslovênia       | DNF      | —    | —       | —    | —       | —         |
| 27                | 20  | Yannick Chabloz         | SUI Suíça           | DNF      | —    | —       | —    | —       | —         |

Legenda
| Recorde mundial      | Recorde mundial (World record)               |                       | Recorde africano                      | Recorde africano (African) |                                           | Q | Classificado por posição (Qualified) |
| Recorde olímpico     | Recorde olímpico (Olympic record)            | Recorde da América    | Recorde da América (Americas)         | q                          | Classificado por melhor tempo (Qualified) |   |                                      |
| Melhor marca do ano  | Melhor marca do ano (World leading)          | Recorde asiático      | Recorde asiático (Asian)              | DNS                        | Não largou (Did not start)                |   |                                      |
| Recorde nacional     | Recorde nacional (National record)           | Recorde europeu       | Recorde europeu (European)            | DNF                        | Não terminou (Did not finish)             |   |                                      |
| Recorde pessoal      | Recorde pessoal do atleta (Personal best)    | Recorde da Oceania    | Recorde da Oceania (Oceania)          | DSQ / DQ                   | Desclassificado (Disqualified)            |   |                                      |
| Recorde da temporada | Recorde da temporada do atleta (Season best) | Recorde sul-americano | Recorde sul-americano (South America) | NM                         | Sem marca (No mark)                       |   |                                      |